# Contea di Stevens (Minnesota)
La contea di Stevens in inglese Stevens County è una contea dello Stato del Minnesota, negli Stati Uniti. La popolazione al censimento del 2000 era di 10 053 abitanti. Il capoluogo di contea è Morris